# 国鉄クモヤ93形電車
クモヤ93形は、かつて日本国有鉄道（国鉄）に在籍した架線試験車（電車）である。

## 概要
走行しながら架線状態（高さ・偏位・パンタグラフとの接触状況等）の測定を行う事業用車であるが、高速試験車としての性格も持つ。1958年（昭和33年）4月に、モハ51078を豊川分工場で改造し、モヤ4700形（4700）として落成、田町電車区に配置された。

### 車歴
| 車両番号    | 工程 | 施工日         | 施工工場             | 備考                                      |
| モハ40010   | 新製 | 1932年         | 汽車製造             |                                           |
| モハ51078   | 改造 | 1944年         | 運輸通信省吹田工機部 | 42系電動車と台車振替 片運転台化の戦時改造 |
| モヤ4700    | 改造 | 1958年6月      | 豊川分工場           | 事業用車化改造                            |
| クモヤ93000 | 改番 | 1959年6月      |                      | 車両形式称号規程改正による                |
| クモヤ93000 | 廃車 | 1980年 3月26日 | 田町電車区           |                                           |

## 外観
改造前のベースとなるクモハ51の「形式図」と側面窓配置がまったく異なること、また鉄道技術研究報告No.365 架線試験車にて改造の要点として台枠だけを残して全面的に改装と記載されているため、「台枠のみを流用した」と誤解されていることがある。しかし、railway research reviewでは台枠と側板のみを再使用した、とあり後述する理由により、railway research reviewの記載がより正確であると考えられる。
この相違が発生した原因として考えられるのは「本来の（新製時からの）クモハ51」ではなく「モハ40が戦後セミクロス化で形式変更されたクモハ51」を使用したことにより、元々試験車になる前から3枚の客扉間の窓の数が5つづつと本来のクモハ51（6つづつ）と窓配置が全く異なっていた。旧車体を流用した証拠としてクモヤ93形式図を見ると客扉が残っている側は中央扉を埋められて窓になっている以外、モハ40の窓配置とほぼ一致すること、「モハ40の中央扉があった場所」など扉を埋めたと推定できる場所だけ柱幅が110mmとわずかに太く（他は100mm）、これが乗降扉周辺（扉1100mmと左右の窓がない415mmづつの部分）を窓2枚分に改造した際に端数を柱の太さで調節した跡である。
車体は屋根が全長にわたって平らな低屋根構造とされ、80系電車2次車などに見られた中央に「鼻筋」を通した半流線型の非貫通2枚窓（いわゆる「湘南顔」）をもつ両運転台構造を採用した。前照灯は高速走行に備えて上部中央に250W1灯のほか、左右の窓下にそれぞれ250W1灯ずつを配した3灯式とした。車体はぶどう色2号で塗装されていたが、車体の上下にはクリーム1号の帯が巻かれ、さらに前面には同じ色の「ヒゲ（双曲線状の帯）」が塗装されて高速運転時の警戒色の役目を果たしていた。
パンタグラフは前後に2基が搭載され、車両中央付近の屋根には架線観測用ドームが上方へ張出しているほか、ドームの両脇に検測時にパンタグラフのすり板部分を照らす投光器が設置された。また、パンタグラフは2基とも交流2万ボルトにも対応した交直両用型であり、交流車両に牽引されれば交流電化区間での調査を行うことができた。
台車は、川崎車輛が試作した軸梁式のOK-4（国鉄形式DT29）を装着した。
主電動機は、試作品の1時間定格出力が158kWと強力なMT901（国鉄形式）を4基搭載。歯車比は30:52 = 1:1.735と高速度運転に適する仕様とし、定格速度136km/hとしたが、駆動装置は従来どおりの吊り掛け式を採用している。
試験での高速運転に備え、高速時にはブレーキ率を高め、低速時には通常のブレーキ率に戻すブレーキ率自動制御装置が装備され、高速運転中にブレーキをかけた際に制動距離を抑える工夫がされている。
車内は前位から暗室・整理室・寝室・倉庫・観測室・測定室・電源室で、測定室には各種測定機器が装備された。

## 高速度試験

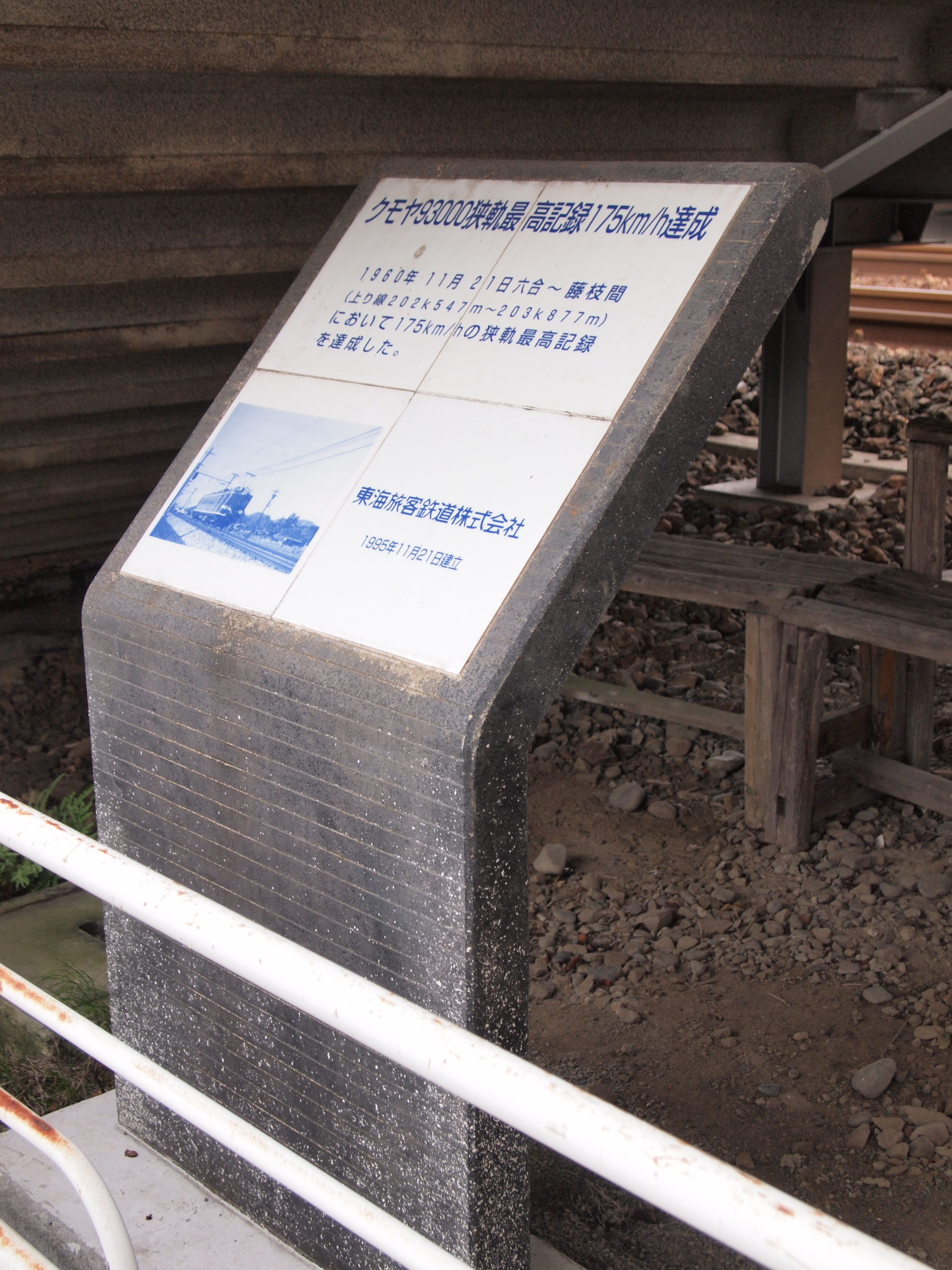

以下の記録を樹立している。
165km/h
1959年12月4日 東海道本線金谷 - 藤枝間上り線
167km/h
1960年2月10日 東北本線岡本 - 宇都宮間上り線
175km/h
1960年11月21日 東海道本線島田 - 藤枝間新幹線試験第3線新設工事区間
- 同年9月に完成した試作PC枕木・コンパウンドカテナリなどを採用した区間で、同車も新幹線用試作パンタグラフが搭載されての試験となった。

狭軌鉄道世界最高速度記録達成であったため、本車の車体側面に記念のチャンピオンプレートが取り付けられた。その記録達成の付近に後年開業した六合駅には、1995年に記念碑が立てられている。